# قياس التنفس
قياس التنفس اختبار يستخدم كثيرا لفحص وظائف الرئتين ويفيد في تشخيص أمراض عديدة أهمها الربو الشعبي.

## كيفية استعمال جهاز قياس التنفس Spirometry
أولا يقف المريض علي قدميه.
ثم ياخذ شهيق عميق جدا.ثم ينفخ بقوة شديدة بأقصى ما يمكن
سوف يقيس الجهاز (حجم الهواء باللترات في أول ثانية) وهو حجم النفخ القصوى في ثانية واحدة (1 FEV)، ويقيس كذلك حجم الهواء الكلي في الرئة وهو (FVC)

## الاستخدامات
قياس التنفس هو فحص تشخيصي رئيسي لمرض الربو ومرض الانسداد الرئوي المزمن، ومن استخداماته أيضاً:
- اكتشاف وتقييم أمراض الجهاز التنفسي وشدتها.
- معرفة تأثير مرض ما على الرئة.
- فحص الأشخاص المعرضين للإصابة بأمراض الرئة، ومنهم:
  - المدخنون الذين هم فوق سن 35 سنة، بمعدل 10 علب سنوياً على الأقل.
  - الأشخاص الذين يتعرضون في عملهم لمواد سامة تتسبب في ضعف الجهاز التنفسي.
  - الأشخاص الذين تظهر عليهم أعراض مشاكل الجهاز التنفسي، مثل ضيق التنفس وألم الصدر والسعال.
- تقييم المخاطر المحتملة للعمليات الجراحية، خاصة عمليات الصدر والجزء العلوي من البطن.
- تقييم الحالة الصحية قبل البدء في أنشطة بدنية شاقة.
- الفحص البدني المعتاد.[4][5]

## الموانع
هناك معيقات تمنع من إجراء القياس التنفسي؛ تفادياً لحدوث مضاعفات، وهي تُصنَّف إلى موانع مطلقة وموانع نسبية.

### موانع مطلقة
إن كان أحد هذه الموانع في شخص ما فلا يُنصَح بإجراء القياس التنفسي له مطلقاً، وهي:
- عدم الاستقرار الديناميكي الدموي.
- التهابات الجهاز التنفسي، مثل السل، والانفلونزا، ونوروفيروس.
- الانصمام الرئوي.
- الذبحة الصدرية غير المستقرة.
- استرواح الصدر.
- تمدد الأوعية الدموية في الشريان الصدري.
- انفصال الشبكية الحاد.
- نفث الدم الحاد.
- ارتفاع ضغط الدم داخل الجمجمة.

### موانع نسبية
هذه الموانع تتطلب تقييماً للشخص من الطبيب، باعتبار النسبة بين المخاطر المحتملة والفوائد المتوقعة، وهي:
- الأطفال الذين دون سن 5-6 سنوات.
- الإصابة بالخرف.
- إجراء عملية جراحية حديثة في أيّ من:
  - الصدر
  - البطن
  - العين
  - الأنف
  - الأذن
  - المخ
  - الحلق
- الإصابة بالإسهال الحاد.
- الإصابة بالغثيان.
- ارتفاع ضغط الدم.
- المشاكل التي في الأسنان أو الوجه والتي تمنع أو تصعب من إدخال الفوهة الخاصة بالجهاز وتثبيتها.[4]

## المضاعفات
نادراً ما تكون هناك مضاعفات في قياس التنفس، لكن إن حدثت فأكثرها شيوعاً هي السعال، والتشنج القصبي، والدُّوار، وألم الصدر، وسلس البول، وزيادة الضغط داخل الجمجمة. في حالات قليلة قد يُصاب المريض بالإغماء.
مع الأخذ بعين الاعتبار أنه إذا ظهر أي من هذه المضاعفات فحينئذٍ لا يُعتمَد على نتائج فحص التنفس، ويلزم تأجيل الفحص لوقتٍ آخر.